# Хлорат серебра
Хлорат серебра — неорганическое соединение, 
соль металла серебра и хлорноватой кислоты с формулой AgClO3,
бесцветные кристаллы,
растворяется в воде.

## Получение
- Растворение оксида или карбоната серебра(I):

{\displaystyle {\mathsf {Ag_{2}O+2HClO_{3}\ {\xrightarrow {}}\ 2AgClO_{3}+H_{2}O}}}
{\displaystyle {\mathsf {Ag_{2}CO_{3}+2HClO_{3}\ {\xrightarrow {}}\ 2AgClO_{3}+CO_{2}\uparrow +H_{2}O}}}
- Пропускание хлора через суспензию оксида серебра(I):

{\displaystyle {\mathsf {Ag_{2}O+6Cl_{2}+5H_{2}O\ {\xrightarrow {}}\ 2AgClO_{3}+10HCl}}}
- Обработка раствора нитрата серебра(I) хлоратом калия:

{\displaystyle {\mathsf {AgNO_{3}+KClO_{3}\ {\xrightarrow {85^{o}C}}\ AgClO_{3}+KNO_{3}}}}

## Физические свойства
Хлорат серебра образует бесцветные кристаллы
тетрагональной сингонии,
пространственная группа I 4/mmm,
параметры ячейки a = 0,8486 нм, c = 0,7894 нм, Z = 8.
Растворяется в воде, слабо растворяется в этаноле.

## Химические свойства
- Разлагается при нагревании:

{\displaystyle {\mathsf {2AgClO_{3}\ {\xrightarrow {270^{o}C}}\ 2AgCl+3O_{2}\uparrow }}}

## Применение
- Смесь хлората серебра с серой взрывается при ударе, трении или нагревании.